# Виборча урна
Виборча урна, виборча скринька — ємність з прорізом для зберігання виборчих бюлетенів. Ящик опечатується членами виборчої комісії і розкривається після закінчення голосування, при підрахунку голосів. У ряді країн, для уникнення вкидання бюлетенів до початку голосування, виборчі урни за законом повинні бути прозорими.

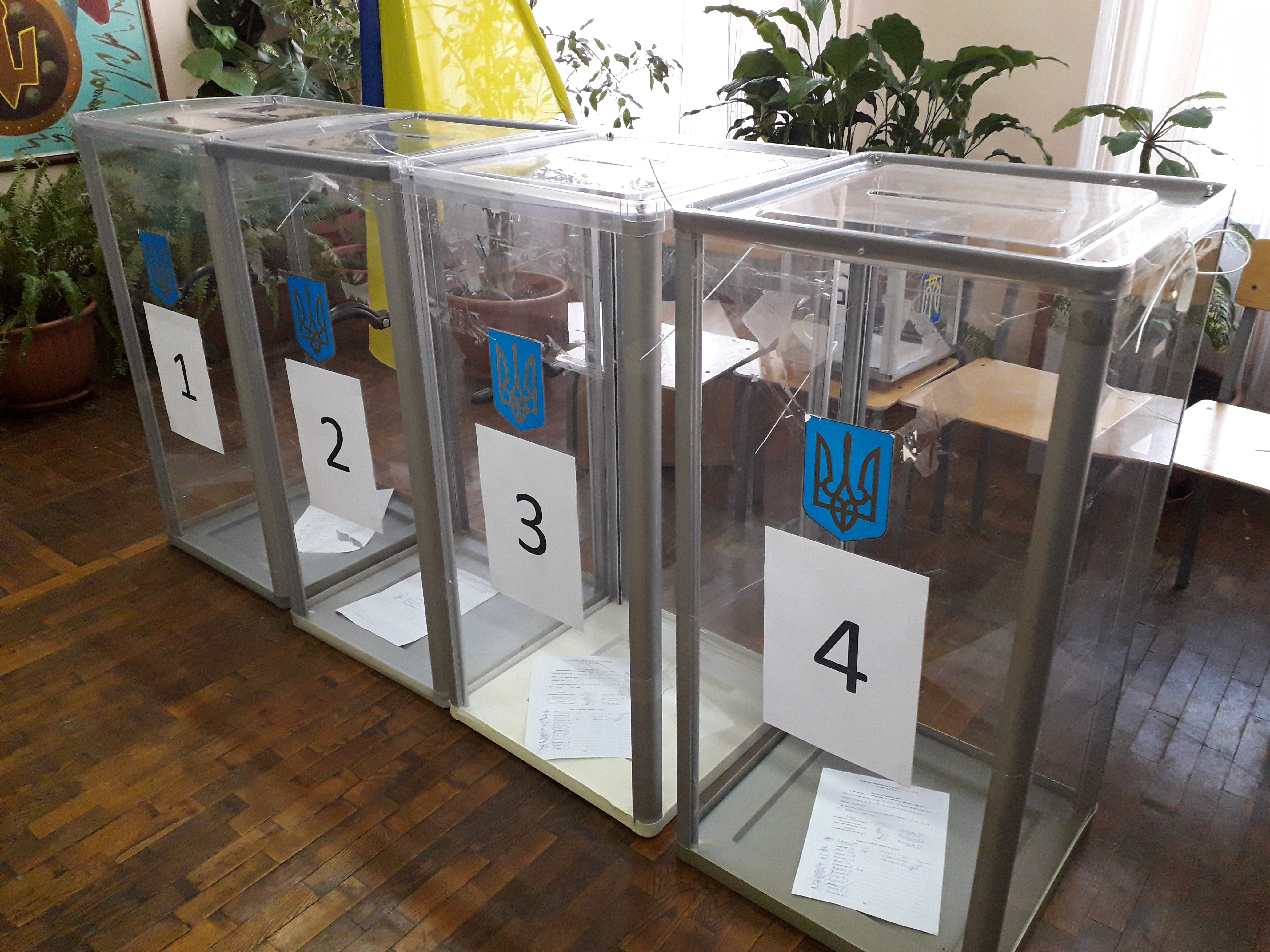
Великі виборчі урни в Україні
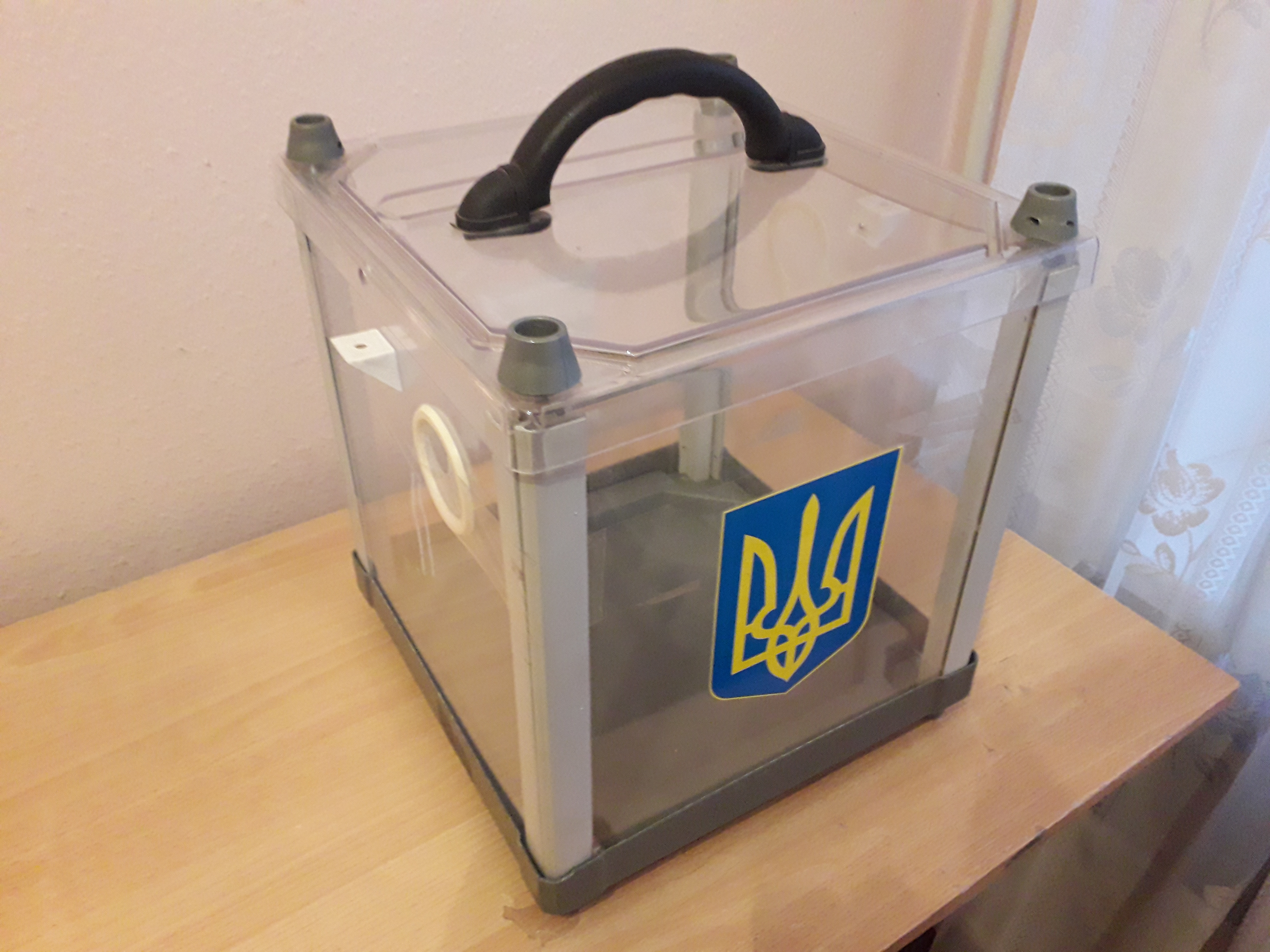
Мала (переносна) виборча урна в Україні, для голосування за місцем перебування